# جيمس وود (لاعب كريكت جنوب إفريقي)
جيمس وود (8 سبتمبر 1985 بكيب تاون في جنوب أفريقيا - ) (بالإنجليزية: James Wood)‏ هو لاعب كريكت جنوب أفريقي. لعب مع Durham University Centre of Cricketing Excellence ‏.

## وصلات خارجية
- جيمس وود على موقع إي آس بي آن كريك إنفو (الإنجليزية)